# 右旋去甲伪麻黄碱
右旋去甲伪麻黄碱（英语：D-Norpseudoephedrine），也称为阿茶碱（cathine），通常直接称为去甲伪麻黄碱，是苯乙胺和苯丙胺类别的一种精神药物，也可作为兴奋剂。它与卡西酮一起天然存在于巧茶中，并有助于其整体效果。它的效力约为苯丙胺的7至10%。

## 药理学
与苯丙胺、卡西酮和麻黄碱一样，去甲伪麻黄碱是一种去甲肾上腺素释放剂。它也可以充当多巴胺释放剂。

## 化学
去甲伪麻黄碱是苯丙醇胺的四种立体异构体之一。其它三种分别为左旋去甲麻黄碱、右旋去甲麻黄碱和左旋去甲伪麻黄碱，前两者又叫作苯丙醇胺。

## 调节
世界反兴奋剂机构的违禁物质清单（用于奥运会和其他体育赛事）禁止在尿液中含有超过5微克/毫升的去甲伪麻黄碱。去甲伪麻黄碱是《精神药物公约》规定的附表 III 药物。在美国，它被归类为附表IV受控物质。
在澳大利亚，去甲伪麻黄碱仅是正式的附表4药物处方，但不可用或未批准用于任何医疗用途。

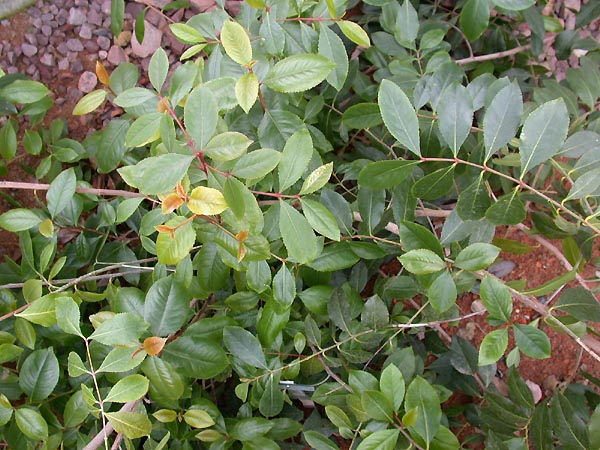
去甲伪麻黄碱存在于灌木巧茶中。

在香港，去甲伪麻黄碱受香港第134章危险药物条例附表1的管制。非法持有将被处以高额罚款和监禁。

## 怀孕
麻黄存在于许多麻黄科植物中，是一种中西药草，除其他苯丙胺外，还含有右旋去甲伪麻黄碱。在全国出生缺陷预防研究中，1999年至2003年间，来自10个州的18,438名妇女参与其中，1.3%的妇女报告在怀孕期间使用过麻黄。在试验期间，使用麻黄的妇女出生了5例无脑畸形，但与未使用麻黄的妇女没有统计学上显着的关联（比值比2.8，置信区间1.0–7.3）。
一项针对也门642名参与者的小型研究发现，在咀嚼巧茶（含有右旋去甲伪麻黄碱）的孕妇中，死产或先天性畸形的风险没有增加。在咀嚼巧茶的哺乳期妇女中，在母乳中发现了右旋去甲伪麻黄碱。